# Chiara Lubich
Chiara Lubich, nascida Silvia Lubich (Trento, 22 de janeiro de 1920 — Rocca di Papa, 14 de março de 2008) foi uma religiosa leiga italiana, fundadora do Movimento dos Focolares